# Broadway Lady
Broadway Lady er en amerikansk stumfilm fra 1925 instrueret af Wesley Ruggles.

## Medvirkende
- Evelyn Brent som Rosalie Ryan
- Marjorie Bonner som Mary Andrews
- Theodore von Eltz som Bob Westbrook
- Joyce Compton som Phyllis Westbrook
- Clarissa Selwynne som Mrs. Westbrook
- Ernest Hilliard som Martyn Edwards
- John Gough som Johnny
- Miki Morita